# 亞東洋副克里介
亞東洋副克里介（学名：Parakrithe subjaponica）为荊花介科副克里介屬下的一个种。